# Machaeridia (pierścienice)
Machaeridia – gromada wymarłych, opancerzonych bezkręgowców morskich. Występowały od wczesnego ordowiku do permu. Do niedawna nie udawało się ich sklasyfikować, okazały się być przedstawicielami pierścienic (Annelida).
Wyróżniono trzy rodziny:
- Plumulitidae
- Turrilepadidae
- Lepidocoleidae